# Calcio ai II Giochi del Mediterraneo
Il secondo torneo di calcio dei Giochi del Mediterraneo vide protagoniste quattro nazionali. I sei incontri che vennero disputati si tennero tra il 15 luglio al 25 luglio 1955.

## Risultati
| Squadra | G | V | N | P | F  | S  | DR  | PT |
| ------- | - | - | - | - | -- | -- | --- | -- |
| Egitto  | 3 | 2 | 1 | 0 | 10 | 3  | +7  | 5  |
| Spagna  | 3 | 2 | 1 | 0 | 6  | 2  | +4  | 5  |
| Francia | 3 | 1 | 0 | 2 | 7  | 8  | -1  | 2  |
| Siria   | 3 | 0 | 0 | 3 | 0  | 10 | -10 | 0  |

| Barcellona | Spagna | 1 – 1 | Egitto |  |

| Barcellona | Francia | 4 – 0 | Siria |  |

| Barcellona | Egitto | 6 – 2 | Francia |  |

| Barcellona | Spagna | 3 – 0 | Siria |  |

| Barcellona | Spagna | 2 – 1 | Francia |  |

| Barcellona | Egitto | 3 – 0 | Siria |  |

## Medagliere
| Posizione | Paese   |
| --------- | ------- |
|           | Egitto  |
|           | Spagna  |
|           | Francia |
| 4         | Siria   |